# Tyska F3-mästerskapet 2007
Tyska F3-mästerskapet 2007 var ett race som kördes över 18 omgångar. Carlo van Dam blev mästare.

## Delsegrare
| Bana         | Vinnare            | Vinnare            |
| ------------ | ------------------ | ------------------ |
| Hockenheim   | Frédéric Vervisch  | Carlo van Dam      |
| Oschersleben | Nico Verdonck      | Carlo van Dam      |
| Nürburgring  | Carlo van Dam      | Frédéric Vervisch  |
| Nürburgring  | Récardo Bruins     | Christian Vietoris |
| Lausitzring  | Frédéric Vervisch  | Carlo van Dam      |
| Assen        | Carlo van Dam      | Carlo van Dam      |
| Assen        | Carlo van Dam      | Récardo Bruins     |
| Sachsenring  | Christian Vietoris | Carlo van Dam      |
| Oschersleben | Frédéric Vervisch  | Carlo van Dam      |

## Slutställning
| Plats | Förare             | Poäng |
| ----- | ------------------ | ----- |
| 1     | Carlo van Dam      | 159   |
| 2     | Frédéric Vervisch  | 127   |
| 3     | Nico Verdonck      | 98    |
| 4     | Récardo Bruins     | 95    |
| 5     | Christian Vietoris | 81    |
| 6     | Matteo Chinosi     | 77    |
| 7     | Michael Klein      | 29    |
| 8     | Max Nilsson        | 15    |